# Onore e guapparia
Onore e guapparia è un film italiano del 1977, diretto da Tiziano Longo.

## Trama
Ambientato a Napoli, Don Gennaro Esposito, uno dei boss della camorra, guappo del Rione Sanità e re del contrabbando di sigarette, è in rotta con l'altro boss camorrista Don Giggino ‘o Barone, appena tornato in città dopo una lunga permanenza a Milano. Forte dell'appoggio delle organizzazioni criminali del Nord Italia, ‘o Barone vorrebbe espandere il mercato della droga in città; il netto rifiuto di Don Gennaro scatena una guerra tra i due.